# Briatexte
 Briatexte  es una población y comuna francesa, ubicada en la región de Mediodía-Pirineos, departamento de Tarn, en el distrito de Castres y cantón de Graulhet.

## Demografía
| 1340 | 1546 | 1791 | 1865 | 1800 | 1662 |
| Para los censos de 1962 a 1999 la población legal corresponde a la población sin duplicidades (Fuente: INSEE [Consultar]) |      |      |      |      |      |